# Tournoi pré-olympique de l'AFC 1983-1984, premier tour, groupe 5
Navigation
Groupe 4
Cet article donne les résultats des matches du groupe 5 lors du premier tour du tournoi pré-olympique de l'AFC 1983-1984,.

## Tour préliminaire
| Équipe 1 | Résultat      | Équipe 2                  | Aller | Retour              |
| -------- | ------------- | ------------------------- | ----- | ------------------- |
| Taïwan   | 3 - 3 (4 - 2) | Papouasie-Nouvelle-Guinée | 3 - 3 | 0 - 0 ap (4 - 2)tab |
| Japon    | 17 - 1        | Philippines               | 7 - 0 | 10 - 1              |

### Détail des rencontres
| 21 août 1983 | Taïwan                                                   | 3 - 3   | Papouasie-Nouvelle-Guinée | Stade municipal de Taipei Taipei, Taïwan |  |
|              | Wu Shui-chi 30e · Tu Teng-chuan 50e · Wang Tun-cheng 71e | (1 - 2) | Daino Sani 5e 43e 60e     |                                          |  |

| 23 août 1983 | Papouasie-Nouvelle-Guinée | 0 - 0 a. p.    | Taïwan | Stade municipal de Taipei Taipei, Taïwan |
|              |                           | (0 - 0, 0 - 0) |        |                                          |
|              | Tirs au but 2 - 4         |                |        |                                          |

| 4 septembre 1983                                                                              | Japon                                                                       | 7 - 0 | Philippines | Stade olympique national Tokyo, Japon         |                                               |
|                                                                                               | Hara 23e · Kimura 27e 76e (pen.) · Kato 37e · Yokoyama 41e · Tanaka 48e 78e | (4 - 0) |             | Spectateurs : 9 000 Arbitrage : Vijit Getkaew | Spectateurs : 9 000 Arbitrage : Vijit Getkaew |
|                                                                                               | Rapport                                                                     | |             | Spectateurs : 9 000 Arbitrage : Vijit Getkaew | Spectateurs : 9 000 Arbitrage : Vijit Getkaew |
| Tsubota - Nishimura, Kato, Koshida, Tsunami - Tanaka, Kaneda, Kimura - Yokoyama, Hara, Kazama | Équipes                                                                     | Gómez - Alanyo, Trinidad ( 80e Sisoso), Doctora - Tanko, Zuluaga, Tancio - Bedia (en) ( 64e Mendoza), Castañeda, Villahermosa |             | Spectateurs : 9 000 Arbitrage : Vijit Getkaew | Spectateurs : 9 000 Arbitrage : Vijit Getkaew |

| 7 septembre 1983 | Philippines      | 1 - 10 | Japon                                                                                          | Stade olympique national Tokyo, Japon         |                                               |
| | Araneta (en) 32e | (1 - 5) | Gómez 3e (csc) · Maeda 10e · Kimura 28e 35e 77e 82e 89e · Hara 29e · Yokoyama 46e · Kaneda 73e | Spectateurs : 8 000 Arbitrage : Pamon Saismur | Spectateurs : 8 000 Arbitrage : Pamon Saismur |
| | Rapport          | |                                                                                                | Spectateurs : 8 000 Arbitrage : Pamon Saismur | Spectateurs : 8 000 Arbitrage : Pamon Saismur |
| Gómez - Siwanyo, Srito, Doctora ( 65e Trinidad), Sisoso - Araneta (en), Zuluaga, Felicicus - Castañeda ( 40e Tasco), Mendoza, Moreno | Équipes          | Taguchi - Nishimura, Koshida, Okada, Tsunami - Kaneda, Maeda, Tanaka, Kimura - Hara, Yokoyama ( 56e Matsuura) |                                                                                                | Spectateurs : 8 000 Arbitrage : Pamon Saismur | Spectateurs : 8 000 Arbitrage : Pamon Saismur |

## Tour principal
| Rang | Équipe           | Pts | J | G | N | P | Bp | Bc | Diff |  | Résultats (▼ dom., ► ext.) |     |     |     |
| ---- | ---------------- | --- | - | - | - | - | -- | -- | ---- |  | -------------------------- | --- | --- | --- |
| 1    | Nouvelle-Zélande | 7   | 4 | 3 | 1 | 0 | 7  | 2  | +5   |  | Nouvelle-Zélande           |     | 3-1 | 2-0 |
| 2    | Japon            | 3   | 4 | 1 | 1 | 2 | 4  | 5  | -1   |  | Japon                      | 0-1 |     | 2-0 |
| 3    | Taïwan           | 2   | 4 | 0 | 2 | 2 | 2  | 6  | -4   |  | Taïwan                     | 1-1 | 1-1 |     |

### Détail des rencontres
| 15 septembre 1983                                                                                         | Japon                 | 2 - 0   | Taïwan | Stade olympique national Tokyo, Japon |                     |
| | Hara 43e · Kimura 80e | (1 - 0) |        | Spectateurs : 9 000                   | Spectateurs : 9 000 |
| | Rapport               |         |        | Spectateurs : 9 000                   | Spectateurs : 9 000 |
| Taguchi - Nishimura, Kato, Koshida, Tsunami - Tanaka ( 8e Okada), Kaneda, Kazama, Kimura - Hara, Yokoyama | Équipes               |         |        | Spectateurs : 9 000                   | Spectateurs : 9 000 |

| 20 septembre 1983 | Taïwan             | 1 - 1 | Japon     | Stade municipal de Taipei Taipei, Taïwan |                                     |
|                   | Wang Duen-jeng 80e | (0 - 0)                                                                                                  | Maeda 83e | Arbitrage : Abdullah Ghareeb Shehab      | Arbitrage : Abdullah Ghareeb Shehab |
|                   | Rapport            | |           | Arbitrage : Abdullah Ghareeb Shehab      | Arbitrage : Abdullah Ghareeb Shehab |
|                   | Équipes            | Taguchi - Nishimura, Sugamata, Kato, Tsunami, Okada - Maeda, Kaneda, Kimura - Hara, Yokoyama ( Matsuura) |           | Arbitrage : Abdullah Ghareeb Shehab      | Arbitrage : Abdullah Ghareeb Shehab |

| 25 septembre 1983 | Nouvelle-Zélande           | 3 - 1 | Japon    | Mount Smart Stadium Auckland, Nouvelle-Zélande     |                                                    |
| | Sumner 62e 89e · Boath 79e | (0 - 1)                                                                                                  | Hara 20e | Spectateurs : 3 093 Arbitrage : Lee Kok Leong (hu) | Spectateurs : 3 093 Arbitrage : Lee Kok Leong (hu) |
| | Rapport                    | |          | Spectateurs : 3 093 Arbitrage : Lee Kok Leong (hu) | Spectateurs : 3 093 Arbitrage : Lee Kok Leong (hu) |
| van Hattum - Elrick, Evans, Herbert, Armstrong (en) - Mackay, Boath , Sumner, Cresswell, Turner, McClure ( 85e Tuaa (en)) | Équipes                    | Taguchi - Nishimura, Koshida, Kato, Tsunami - Kazama, Maeda, Kaneda ( 3e Okada), Kimura - Hara, Yokoyama |          | Spectateurs : 3 093 Arbitrage : Lee Kok Leong (hu) | Spectateurs : 3 093 Arbitrage : Lee Kok Leong (hu) |

| 1er octobre 1983 | Nouvelle-Zélande      | 2 - 0                                                                                             | Taïwan | Mount Smart Stadium Auckland, Nouvelle-Zélande |                                                |
| | Boath 8e · Turner 19e | (2 - 0)                                                                                           |        | Spectateurs : 3 899 Arbitrage : Gopolan Khanna | Spectateurs : 3 899 Arbitrage : Gopolan Khanna |
| van Hattum - Elrick ( 72e Cole), Evans, Herbert, Armstrong (en) ( 46e Groom (en)) - Mackay, Boath , Sumner, Turner, Cresswell, McClure | Équipes               | Lin - Jung, Chen, Chen-ying, Shio - Lin, Tsai, Yu ( 82e Juang), Wu Shui-chi - Duh, Wang Duen-jeng |        | Spectateurs : 3 899 Arbitrage : Gopolan Khanna | Spectateurs : 3 899 Arbitrage : Gopolan Khanna |

| 7 octobre 1983                                                                                              | Japon   | 0 - 1 | Nouvelle-Zélande | Stade olympique national Tokyo, Japon                   |                                                         |
| |         | (0 - 0) | Sumner 47e       | Spectateurs : 20 000 Arbitrage : Othman Omar Kamaluddin | Spectateurs : 20 000 Arbitrage : Othman Omar Kamaluddin |
| | Rapport | |                  | Spectateurs : 20 000 Arbitrage : Othman Omar Kamaluddin | Spectateurs : 20 000 Arbitrage : Othman Omar Kamaluddin |
| Taguchi - Nishimura ( 18e Ikeuchi), Koshida, Kato, Tsunami - Tanaka, Maeda, Kaneda, Kimura - Hara, Yokoyama | Équipes | van Hattum - Herbert, Evans, Boath , Elrick - Mackay, Cole, Sumner, Turner, McClure ( 75e Tuaa (en)), Cresswell |                  | Spectateurs : 20 000 Arbitrage : Othman Omar Kamaluddin | Spectateurs : 20 000 Arbitrage : Othman Omar Kamaluddin |

| 12 octobre 1983                                                                           | Taïwan             | 1 - 1 | Nouvelle-Zélande | Stade municipal de Taipei Taipei, Taïwan       |                                                |
|                                                                                           | Lee Tsung-chih 37e | (1 - 1) | Boath 2e         | Spectateurs : 8 000 Arbitrage : Reynaldo Reyes | Spectateurs : 8 000 Arbitrage : Reynaldo Reyes |
| Lin - Chen-ying, Chen, Chen-sing, Shio - Lin, Tsai, Yu, Wu Shui-chi - Duh, Wang Duen-jeng | Équipes            | Pickering - Herbert ( 70e Groom (en)), Evans, Boath , Elrick - Mackay, Sumner, Cole, Turner, Cresswell ( 23e McClure) - Tuaa (en) |                  | Spectateurs : 8 000 Arbitrage : Reynaldo Reyes | Spectateurs : 8 000 Arbitrage : Reynaldo Reyes |